# Клудно (Лодзинське воєводство)
Клудно (пол. Kłódno) — село в Польщі, у гміні Вартковиці Поддембицького повіту Лодзинського воєводства.
Населення — 276 осіб (2011).
У 1975-1998 роках село належало до Серадзького воєводства.

## Демографія
Демографічна структура станом на 31 березня 2011 року:
|          | Загалом | Допрацездатний вік | Працездатний вік | Постпрацездатний вік |
| -------- | ------- | ------------------ | ---------------- | -------------------- |
| Чоловіки | 143     | 30                 | 89               | 24                   |
| Жінки    | 133     | 27                 | 77               | 29                   |
| Разом    | 276     | 57                 | 166              | 53                   |